# Herichthys
Herichthys — род цихлид из Северной Америки и Центральной Америки. Содержит около 15 видов, часть из которых описана сравнительно недавно, однако систематическое положение рода Herichthys[уточнить] требует дополнительных ревизионных исследований. Близкий род — Nandopsis Gill, 1862.

## Виды
- Herichthys bartoni Bean, 1892
- Herichthys carpintis Jordan & Snyder, 1899
- Herichthys cyanoguttatus Baird & Girard, 1854
- Herichthys deppii Heckel, 1840
- Herichthys labridens Pellegrin, 1903
- Herichthys minckleyi (Kornfield & Taylor, 1983)
- Herichthys pantostictus Taylor & Miller, 1983
- Herichthys pame De la Maza-Benignos & Lozano-Vilano, 2013
- Herichthys steindachneri Jordan & Snyder, 1899
- Herichthys tamasopoensis Artigas Azas, 1993
- Herichthys tepehua De la Maza-Benignos, Ornelas-Garcia, Lozano-Vilano, Garcia-Ramirez & Doadrio, 2014